# رافائل گونسالس
رافائل گونسالس (اسپانیایی: Rafael González‎؛ زادهٔ ۲۴ آوریل ۱۹۵۰) بازیکن فوتبال اهل شیلی بود.
از باشگاه‌هایی که در آن بازی کرده‌است می‌توان به باشگاه فوتبال کولو-کولو و باشگاه ورزشی آئوداکس ایتالیانو اشاره کرد. وی همچنین در تیم ملی فوتبال شیلی بازی کرده‌است.